# Madonna col Bambino scrivente e san Girolamo
La Madonna col Bambino scrivente e san Girolamo è un dipinto a olio su tavola (49,5x38 cm) di Pinturicchio, databile al 1481 e conservato nella Gemäldegalerie di Berlino.

## Descrizione e stile
Il dipinto mostra un'iconografia poco frequente, in cui la Madonna tiene in braccio il Bambino il quale sta scrivendo su un libro, allusione al suo intervento nelle Sacre Scritture. A destra appare san Girolamo nell'abito cardinalizio e recante in mano un libro, suo attributo tipico in quanto uomo di cultura, che appoggia con naturalezza sullo scranno marmoreo su cui è seduta la Vergine. 
Il Bambino indossa una cuffietta bordata di perle che si vede anche in un'altra opera di quegli anni, il Crocifisso tra i santi Girolamo e Cristoforo (1475 circa) della Galleria Borghese. Si tratta di un motivo prezioso che era usato in quegli anni anche da Fiorenzo di Lorenzo, che poi Pinturicchio abbandonò in favore della capigliatura libera e riccia del Bambino. 
A destra si apre un ampio paesaggio che sfuma in lontananza, elemento tipico della scuola umbra.